# Misal (Zeitschrift)

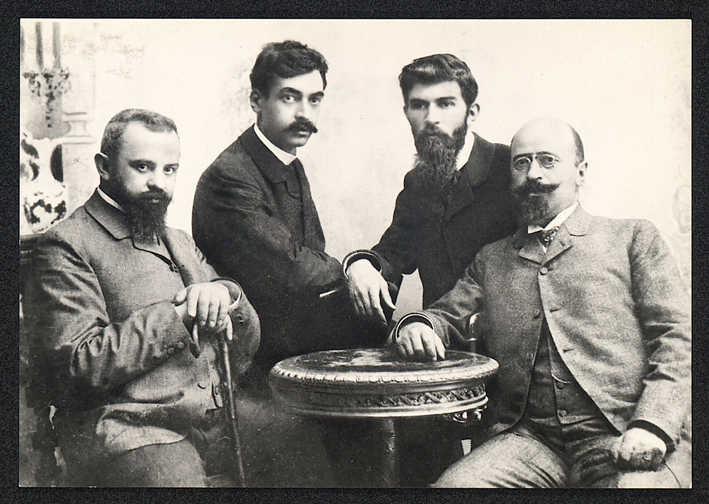
Der Kreis Misal im Jahr 1905

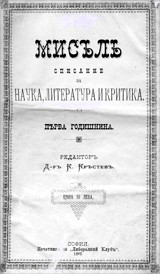
Titelseite von Misal

 Misal (bulgarisch: Мисъл – Gedanke) war eine bulgarische Literaturzeitschrift, die von 1892 bis 1907 in Sofia erschien. Es erschienen zehn Hefte jährlich. Der um die Zeitschrift entstehende Kreis Misal war die erste Literarische Gruppe in Bulgarien; zu ihr gehörten Pejo Jaworow, Krastjo Krastew, Pentscho Slawejkow und Petko Todorow.